# 劉六劉七起義
劉六劉七叛亂，爆發於明朝正德六年（1511年），直隸霸州（今河北霸州市）地区一场民变。
劉六本名劉寵、劉七本名劉宸，兄弟二人皆霸州文安县人，均“膽力弓矢絕倫”，驍勇善騎射，最初协助官府捕捉“响马盗”。正德四年（1509年），刘瑾家奴梁洪向劉家索賄，遭到拒绝。梁洪怀恨在心，於是诬告刘氏兄弟是“畿南大盗”。二刘遭到通缉，画像被到处张贴，家属也被逮捕。刘氏兄弟只好投靠响马盗首领张茂。正德五年（1510年）十月，劉六、劉七在霸州起义。並在安肃县（現在的河北保定市徐水区）劫獄，救出齊彥名。趙鐩、楊虎等紛起為患，迅速發展為萬餘人。正德六年（1511年）劉六、劉七攻占束鹿縣城（今舊城鎮）。
明武宗以谷大用總督軍務，與伏羌伯毛銳、右僉都御史陸完率京營鎮壓。這時義軍被迫兵分兩路，劉六、劉七、齊彥名為一路，楊虎、趙鐩、劉三、邢老虎為一路。东路军转战山东、河南，西路军转战河南、山西。義軍多馬戶出身，“一晝夜馳數百里”，官軍怯不能戰，兩軍会师霸州，有十餘萬人之眾，直逼京師，北京宣布戒严，兵部紧急关闭九门，號召通州、良乡、涿州等各地勤王，劉六、劉七放棄攻城計劃，遂转战京畿诸县。朝廷加派京營精銳部隊，這時陆完采取南北合击战术，调边将总兵许泰，不久又起用遼東、宣府、大同、延綏四鎮邊軍入衛北京，號稱「外四家」，開啟調操邊軍之先河。劉六至霸州，被陸完軍再擊。刘六、刘七转向南攻沧州，陷长山（今武强），辗转南撤，一路受到陸完軍攻擊，又北上回文安，进击武清，退向河南。
正德七年（1512年）劉六、劉七軍與陸完軍交戰，屢屢失利。四月，至黄州（今湖北黄冈），朝廷集结十万重兵圍剿。刘六投水自尽，刘七與齐彦名弃马登舟，退至通州（今江苏南通）之狼山（长江北岸），最後刘七中箭落水死，齐彦名中枪身亡。